# Grünewald (Vohwinkel)
Grünewald ist eine Ortslage im Westen der bergischen Großstadt Wuppertal im Stadtteil Vohwinkel.

## Lage
Die Ortslage liegt auf einer Höhe von 202 m ü. NHN östlich der Bahnstraße, die als Bundesstraße 224 klassifiziert ist, im Wohnquartiers Tesche im Stadtbezirk Vohwinkel. Benachbarte Ortslagen sind Nösenberg, Sandfeld, Haus Lüntenbeck und Tesche, Broscheidt und Buntenbeck.

## Geschichte
Grünewald lag in der 1867 von der Bürgermeisterei Haan abgespalteten Gemeinde Sonnborn, die 1888 unter Gebietsabtretungen an die Stadt Elberfeld in Gemeinde Vohwinkel umbenannt wurde.
Im Gemeindelexikon für die Provinz Rheinland von 1888 werden ein Wohnhaus mit 19 Einwohnern angegeben.
Mit der Gründung Wuppertals 1929 fand Grünewald als Teil von Vohwinkel Aufnahme in das Stadtgebiet.
Die Ortslage Grünewald ist auf dem Messtischblatt ab 1892 und der Stadtkarte von 1930 verzeichnet. Die Straße Grünewald erhielt zwischen 1925 und 1928 ihren Namen.